# 杜汶澤食住上
《杜汶澤食住上》是奇妙電視的飲食清談節目，主持人為杜汶澤、盧頌恩（妹頭）和鄺芷凡。於2017年5月20日於奇妙電視77台首播，分別會請來清談嘉賓和試食嘉賓上節目，後者更會由杜汶澤親自下廚，嘉賓以變聲器方式給予評價。

## 每集資料
| 集數 | 播映日期 | 清談嘉賓      | 試食嘉賓                  | 試食菜式           |
| 1    | 5月20日  | 鄧麗欣        | 周中                      | 慢煮牛肋骨         |
| 2    | 5月27日  | 鄭中基        | 何德星 （藝人何韻詩父親） | 四川麻辣意粉       |
| 3    | 6月3日   | 王宗堯        | 麥潔兒                    | 麵包布丁           |
| 4    | 6月10日  | 江若琳        | 畢明                      | 鑊仔牛柳           |
| 5    | 6月17日  | 何韻詩        | 何韻詩                    | 蘿蔔糕             |
| 6    | 6月24日  | 蘇民峰        | 邵音音                    | 焗豬扒飯           |
| 7    | 7月1日   | 余安安        | 蔣怡                      | 秘製圓蹄           |
| 8    | 7月8日   | 曹星如        | 雷宇揚                    | 海南雞飯           |
| 9    | 7月15日  | 薛凱琪        | 楊天命                    | 大哥叉燒           |
| 10   | 7月22日  | 曾國祥        | 陳嘉容                    | 素漢堡包配薯條     |
| 11   | 7月29日  | 盧覓雪 林海峰 | 李純恩                    | 蝦湯               |
| 12   | 8月5日   | 毛舜筠        | At 17 （林二汶、盧凱彤）  | 燒牛肉配約克郡布丁 |

- 嘉賓名單：鄧麗欣、鄭中基、王宗堯、江若琳、何韻詩、蘇民峰、余安安、曹星如、薛凱琪、曾國祥、盧覓雪、林海峰、毛舜筠
- 試食嘉賓名單：周中、何德星、麥潔兒、畢明、邵音音、蔣怡、雷宇揚、楊天命、陳嘉容、李純恩、林二汶、盧凱彤

## 外部連結
- 奇妙電視：杜汶澤食住上